# Cestrum parqui

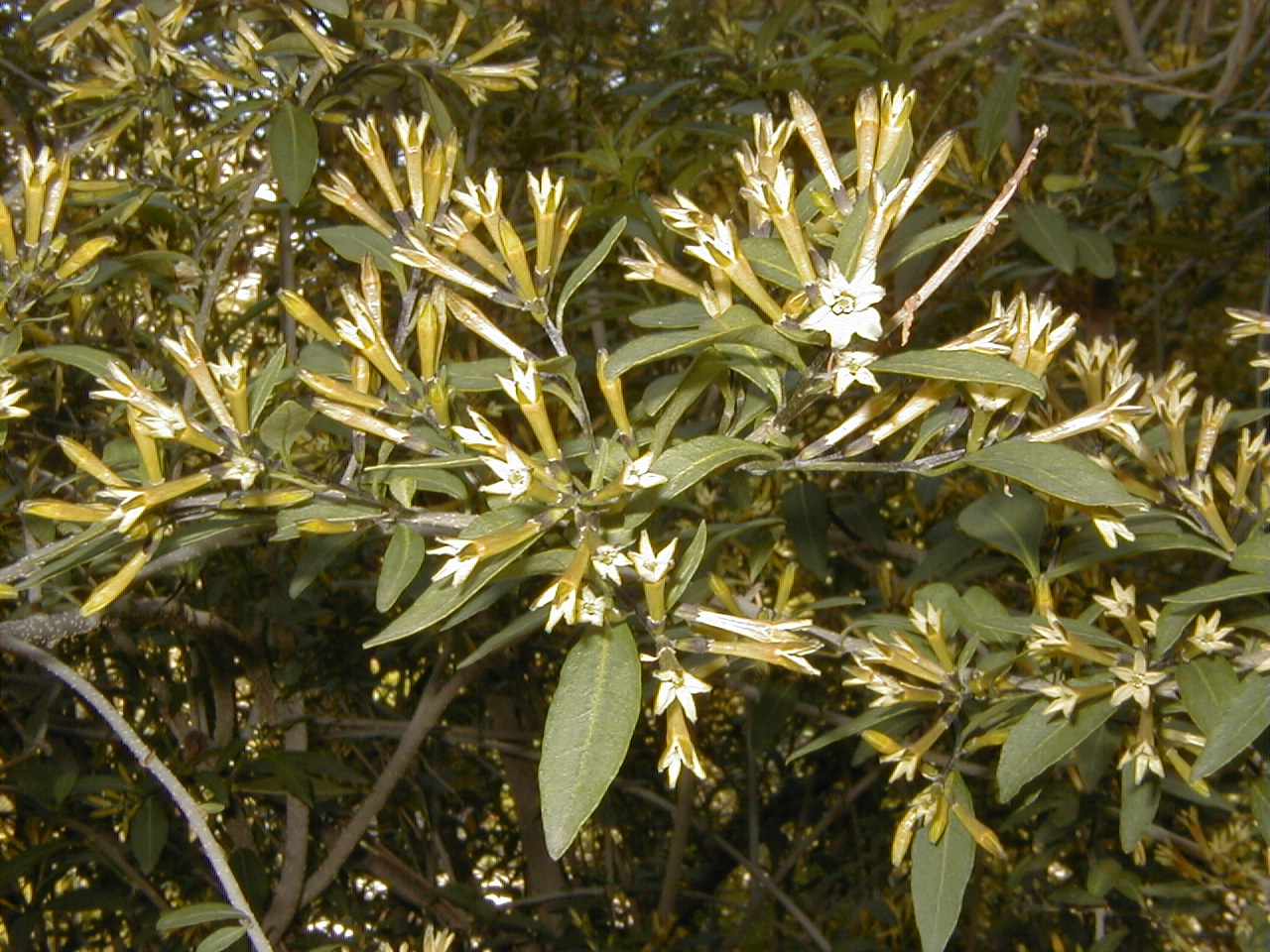
Cestrum verde (Cestrum parqui).

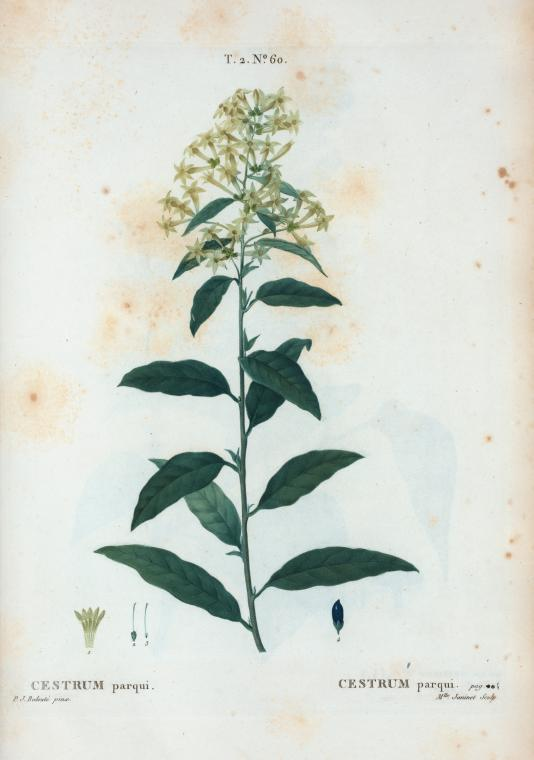
Ilustración

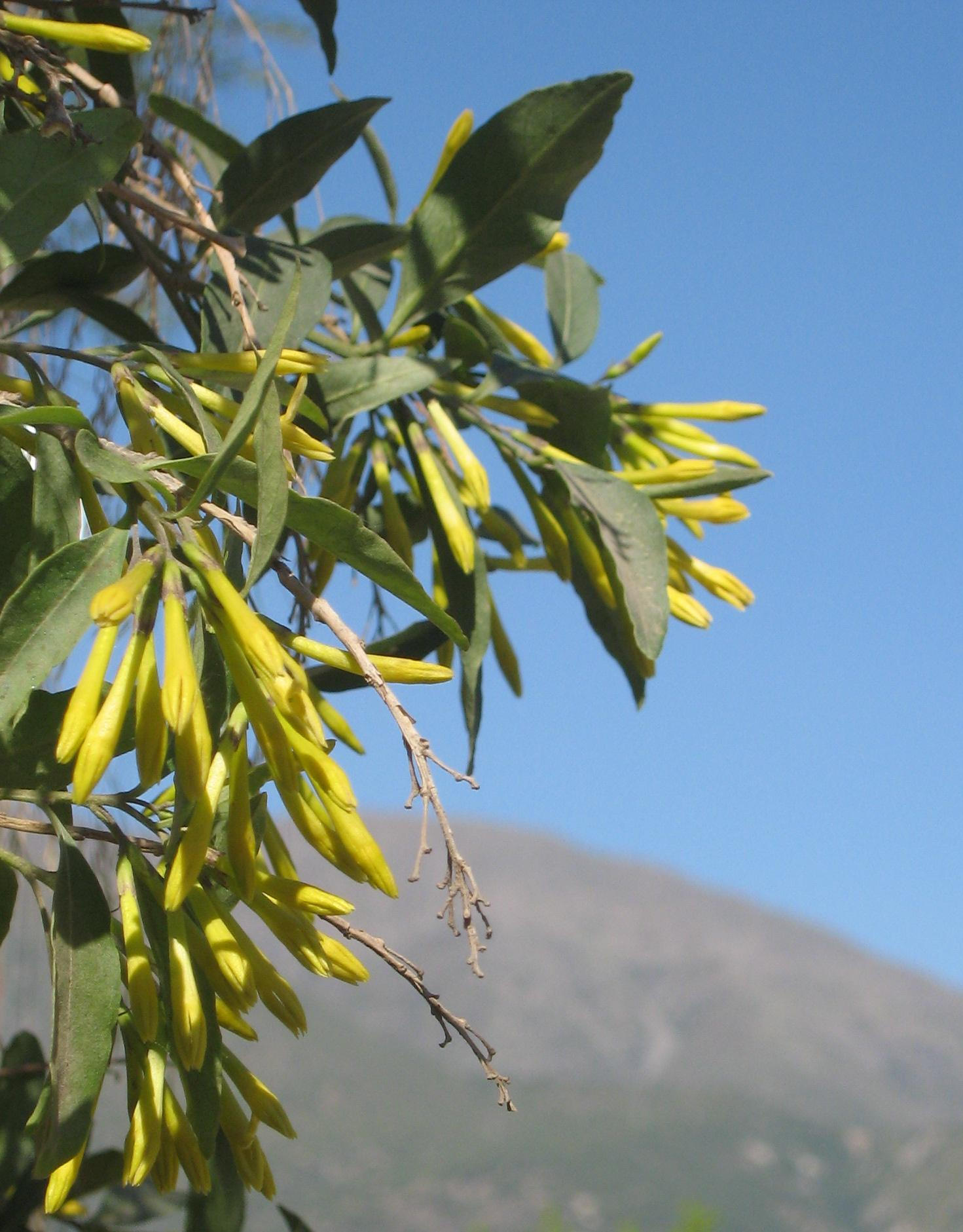
Detalle de la planta

Cestrum parqui, conocido comúnmente como duraznillo negro, cestrum verde o palqui es una especie de la familia Solanaceae nativa de América Central y América del Sur.

## Características
Cestrum parqui es un arbusto leñoso perenne que puede alcanzar 2-3 metros de altura con uno o más vástagos verdes frágiles. Las hojas son verde claras y brillantes, simples, enteras, cortamente pecioladas y  lámina lanceolada, generalmente agudas en el ápice y atenuadas en  la 
base, de unos 12 cm de longitud, emitiendo un olor desagradable parecido a la goma cuando son machacadas. Las flores reunidas en cimas o inflorescencias corimbiformes, las flores de color verde amarillento, tubulares, de aproximadamente 25 mm de largo en el extremo de tallos, floreciendo a partir de fines de primavera hasta el otoño. Sus frutos son  pequeñas bayas negras con forma de huevo con cáliz persistentes desde el verano hasta el otoño.
Estos frutos son diseminados por pájaros y también por el agua, puede convertirse una planta invasora de jardines, campos y arbustales. Tiene una raíz profunda y persistente.

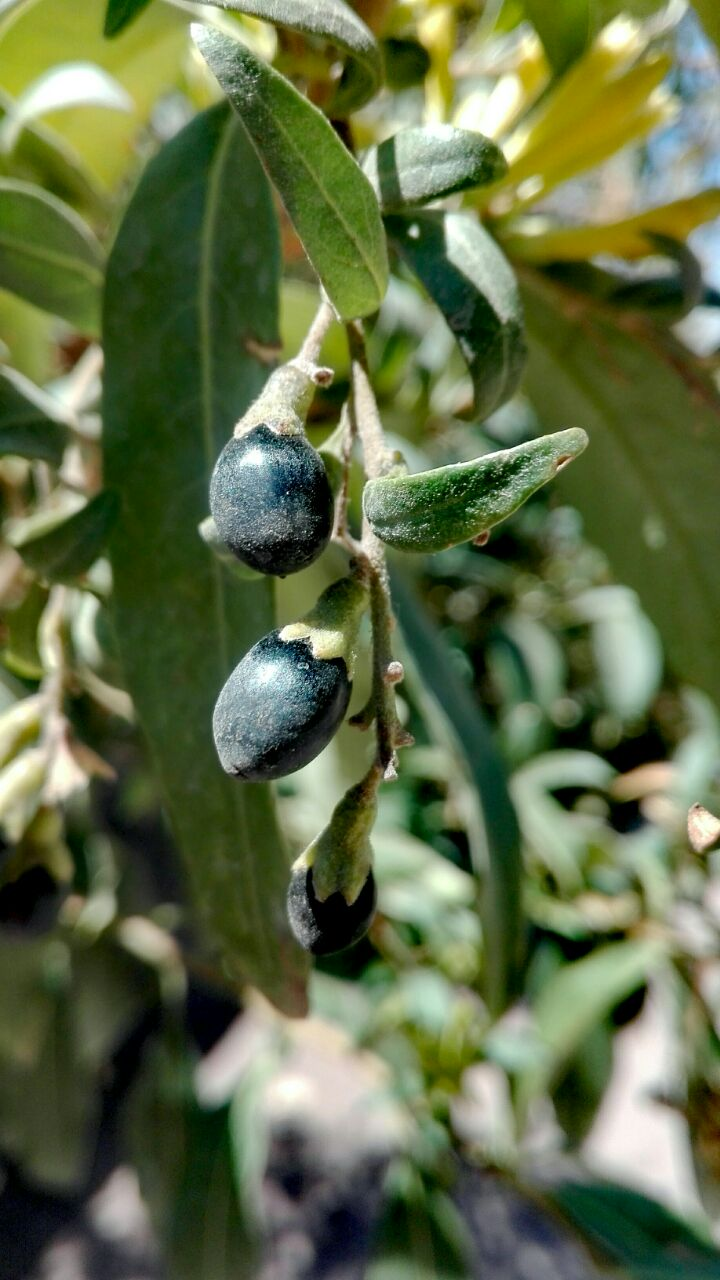
Bayas negras del Palqui.

## Toxicidad
Esta maleza es considerada un problema mayor debido a su toxicidad para el ganado y aves de corral que la comen cuando hay carencia de otro alimento. Toda la planta es tóxica, tallos, hojas, bayas y aún las raíces parcialmente enterradas son un serio riesgo para el ganado. La planta aún seca mantiene la toxicidad. La muerte es usualmente rápida y dolorosa. La planta es también tóxica para los humanos.
Cestrum parqui posee alcaloides denominados parquina y cestrina y el glucósido parquinosidol (hepatotóxicos); en la corteza contiene solanina y digitogenina; en los frutos se encuentran diversas saponinas y en las hojas esteroidesapogeninas. Compuestos los cuales varían en concentración a lo largo del año.
Los signos clínicos (que aparecen a las 24-48 h de ingerida la planta) son causados por la insuficiencia hepática grave que se produce. Aparece dolor a la palpación en la zona hepática y un marcado embotamiento de la conciencia (mareo). Los animales dejan de comer en forma repentina. Aparecen signos nerviosos (cambios de la conducta, generalmente agresiva) con parálisis de los miembros traseros. También se observa depresión, salivación abundante y posterior postración. Una vez que adoptan el decúbito (se acuestan) la muerte se produce en 1 a 3 días.

## Nombres comunes
Este arbusto está muy enraizado a la cosmovisión del pueblo mapuche, donde se caracteriza por ser una planta que espanta las energías negativas, además de contener la sabiduría del cosmos en sus flores estelares. De ahí su nombre; “pal”, que es la forma genérica de referirse a los astros y “kim”, que significa saber, conocer y adivinar. Teniendo como una posible traducción “el saber de las estrellas”.
Otros nombres por los que se conoce: parqui, duraznillo, duraznillo negro, hediondillo, baya venenosa verde (Australia), palque (en Córdoba, Argentina).

## Propagación
Su propagación es extremadamente fácil tanto por semilla como Esqueje. 1) Las semillas solo requieren ser separadas del fruto carnoso, luego de lo cual se siembran a ~ (aproximadamente) 1 cm de profundidad en sustrato húmedo (prefieren suelos blandos). Germina entre uno a dos meses. 2) Los esquejes deben ser cortados de al menos 10 cm de longitud y/o 3-4 nudos. Los esquejes sacan los primeros brotes en ~ 3 meses y raíces en ~ 5 meses.

## Taxonomía
Cestrum parqui fue descrita por (Lam.) L'Hér. y publicado en Stirpes Novae aut Minus Cognitae 4: 73, pl. 36, en el año 1788.
Etimología
Cestrum: nombre genérico que deriva del griego kestron = "punto, picadura, buril", nombre utilizado por Dioscórides para algún miembro de la familia de la menta.
sinonimia
- Cestrum campestre Griseb.
- Cestrum foetidissimum Jacq.
- Cestrum glaucescens Sendtn.
- Cestrum jamaicense var. parqui Lam.
- Cestrum poeppigii Schltdl.
- Cestrum salicifolium Kunth ex Spreng.
- Cestrum salicifolium Dunal
- Cestrum salicifolium var. angustifolium Dunal
- Cestrum spurium Dunal
- Cestrum virgatum Ruiz & Pav.[8]

## Curiosidades
- La larva del lepidóptero ditrisio Hyles annei utiliza como hospedera al Palqui (Cestrum parqui).[9]
- Cestrum parqui (cestrum verde o jazmín de hojas de sauce) se ha naturalizado en partes de Australia. Se conoce como baya venenosa verde en Australia Occidental.[10]
- Los extractos de hojas de C. parqui pueden tener un uso potencial como bioinsecticida en planes de manejo integrado de plagas para el control de adultos de Xanthogaleruca luteola (Coleoptera: Chrysomelidae).[11]